# Cynops orphicus
Тритон смугасточеревий (лат. Cynops orphicus) — вид хвостатих земноводних родини саламандрові (лат. Salamandridae).

## Поширення
Тритон є ендеміком Китаю. Вид описаний у гірській місцевості (840 м над рівнем моря) поблизу селища Даянг у провінції Гуандун. У 2001 році кілька екземплярів виду знайдено в озері Тян-Чі провінції Фуцзянь.
Вид мешкає у ставках та невеликих озерах. Осінню тритон вилазить на берег, де шукає притулку для зимової сплячки.

## Опис
Тіло сягає завдовжки до 8,67 см (самці) та 11,59 см (самки). Колір від бурого до чорного з яскраво помаранчевим черевом. На череві є темні плями. Забарвлення хвоста від яскравого червоно-помаранчевого кольору в базальній частини до блідого оранжево-коричневого з чорними плямами в апікальній.